# Anomaloglossinae
Anomaloglossinae – podrodzina płazów bezogonowych z rodziny Aromobatidae. 

## Zasięg występowania
Podrodzina obejmuje gatunki występujące na pacyficznych stokach Andów w Kolumbii; w całym regionie Gujany i amazońskiej części Wenezueli oraz w Mata Atlântica w Brazylii.

## Podział systematyczny
Do podrodziny należą następujące rodzaje:
- Anomaloglossus Grant, Frost, Caldwell, Gagliardo, Haddad, Kok, Means, Noonan, Schargel & Wheeler, 2006
- Rheobates Grant, Frost, Caldwell, Gagliardo, Haddad, Kok, Means, Noonan, Schargel & Wheeler, 2006